# 永谷敬三
永谷 敬三（ながたに けいぞう、1937年 - 2020年）は、日本出身の経済学者。経済学博士（ブラウン大学・1968年）。ブリティッシュコロンビア大学名誉教授、神戸大学名誉教授。元カナダ経済学会副会長。カナダ国籍。

## 人物
福岡県福岡市博多生まれ。広島県立廿日市高等学校を経て、1959年一橋大学経済学部卒業。中山伊知郎ゼミ出身。大蔵省入省後、1963年からハワイのイースト・ウエスト・センター給費生となり佐藤隆三に師事して新古典派経済学を学ぶ。1965年からフルブライト奨学生としてブラウン大学に留学し、1968年6月に修了。最短記録で経済学博士の学位を取得した。指導教授はジェローム・ステイン。
1968年からブリティッシュコロンビア大学教授。1979年にカナダ国籍を取得。1997年神戸大学経済学部教授、2000年退官、神戸大学名誉教授。2004年流通科学大学学長。1991年にはCANADIAN ECONOMIC ASSOCIATION VICE PRESIDENTも務めた。経済学研究を行う側ら、日本の米国追従姿勢の批判を行う。

## 著書
- 『貨幣経済の理論』創文社, 1977.1
- 『金融論』マグロウヒル好学社, 1982.9.
- 『カナダ住みたい国』六興出版, 1989.5
- 『カナダから経済学者が見たなかなかの国ニッポン』中央経済社, 1998.7
- 『日本経済学』中央経済社, 1999.10
- 『危うし「人の国」ニッポン』日本評論社, 2001.4
- 『入門情報の経済学』東洋経済新報社, 2002.3
- 『経済学で読み解く教育問題』東洋経済新報社, 2003.2
- 『これからだ!日本経済』朝日新聞社, 2004.4.